# Acer semenovii
Acer semenovii é uma espécie de árvore do gênero Acer, pertencente à família Aceraceae.